# Tour de Flandes 2016
El Tour de Flandes 2016 va ser l'edició número 100 del Tour de Flandes. Es disputà el 3 d'abril de 2016 sobre un recorregut de 255,9 km entre Bruges i Oudenaarde, sent la vuitena prova de l'UCI World Tour 2016.
El vencedor final fou l'eslovac Peter Sagan (Team Tinkoff), que es presentà a la línia d'arribada amb mig minut sobre Fabian Cancellara (Trek-Segafredo) i Sep Vanmarcke (Team LottoNL-Jumbo), segon i tercer respectivament.
La cursa va estar marcada per nombroses caigudes en els primers quilòmetres, que obligaren a abandonar a corredors com Arnaud Demare (FDJ), Tiesj Benoot (Lotto Soudal) o Greg Van Avermaet (BMC Racing Team). En aquests primers quilòmetres es va formar una nombrosa escapada entre els quals hi havia Imanol Erviti (Movistar Team). Els escapats no foren neutralitzats pel gran grup fins a les darreres cotes del dia, quan els favorits van començar a tensar la cursa. Un dels primers en atacar fou Michal Kwiatkowski (Etixx-Quick Step), que fou seguit per Sagan i Vanmarcke, però no per Cancellara. Posteriorment Kwiatkowski no pogué seguir el ritme de Sagan. En la darrera ascensió al Paterberg Sagan atacà i marxà en solitari cap a la victòria final. Per darrere Cancellara s'uní a Vanmarcke però en cap moment retallaren la diferència d'un pletòric Sagan. Amb aquesta victòria Sagan obtenia el seu primer monument.
Per la seva banda, la setena posició d'Erviti era la millor aconseguida per un ciclista espanyol fora de les aconseguides per Joan Antoni Flecha en els 100 anys d'història d'aquesta clàssica.

## Presentació

### Recorregut

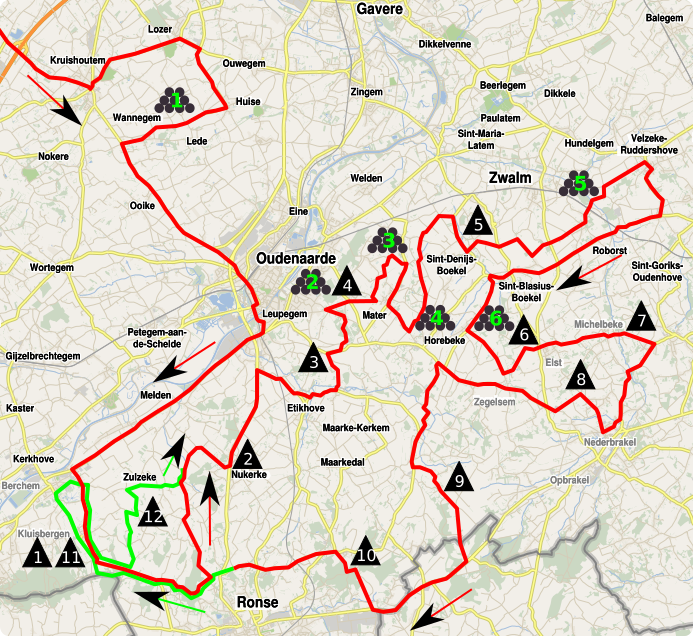
Primera volta al circuit (vermell) i transició cap a la segona volta (verd).

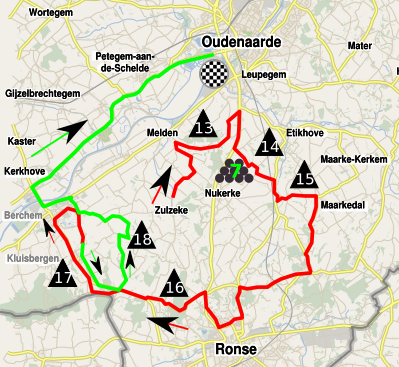
Segona volta al circuit (vermell) i final (verd)

El recorregut de l'edició número 100 fou presentada a l'aeroport de Brussel·les el 29 de novembre de 2015. La sortida de la cursa serà a la plaça Grote Markt de Bruges, abans de dirigir-se cap al sud, Torhout, el lloc de naixement del fundador del Tour de Flandes, Karel Van Wijnendaele, i després cap a Roeselare i Tielt per carreteres planes.
A Zulte la cursa s'endinsa a la província de Flandes Oriental i es dirigeix més cap al sud, vers Kruishoutem i Oudenaarde, on comença la zona de murs de les Ardenes flamenques. La ruta compta amb tres pujades a l'Oude Kwaremont i dues al Paterberg en les tres voltes irregulars a un circuit que marca el punt central del Tour de Flandes. Els darrers 45 quilòmetres compten amb les ascensions al Koppenberg, amb rampes de fins al 22%, Steenbeekdries, Taaienberg, Kruisberg i l'encadenat final a l'Oude Kwaremont i el Paterberg, que es troba a 13 km de l'arribada. La cursa finalitza al carrer Minderbroederstraat d'Oudenaarde.

#### Murs
18 murs són programats en aquesta edició, la major part d'ells coberts amb llambordes .
| Núm. | Nom            | Km    | Ferm       | Llargada (m) | Pendent mitjana | Km a meta |
| ---- | -------------- | ----- | ---------- | ------------ | --------------- | --------- |
| 1    | Oude Kwaremont | 112,9 | llambordes | 2.220        | 4 %             | 152       |
| 2    | Kortekeer      | 123,2 | asfalt     | 1.000        | 6,4 %           | 141,7     |
| 3    | Eikenberg      | 130,7 | llambordes | 1.300        | 6,2 %           | 134,2     |
| 4    | Wolvenberg     | 133,8 | asfalt     | 666          | 6,8 %           | 131,1     |
| 5    | Molenberg      | 146,5 | llambordes | 463          | 7 %             | 118,4     |
| 6    | Leberg         | 167   | asfalt     | 700          | 6,1 %           | 97,9      |
| 7    | Berendries     | 171,1 | asfalt     | 940          | 7 %             | 93,8      |
| 8    | Valkenberg     | 176,4 | asfalt     | 540          | 8,1 %           | 88,5      |
| 9    | Kaperij        | 187   | llambordes | 1.250        | 5 %             | 77,9      |
| 10   | Kanarieberg    | 194,4 | asfalt     | 1.000        | 7,7 %           | 70,5      |
| 11   | Oude Kwaremont | 210,3 | llambordes | 2.200        | 4 %             | 54,6      |
| 12   | Paterberg      | 213,7 | llambordes | 360          | 12,9 %          | 51,2      |
| 13   | Koppenberg     | 220,3 | llambordes | 600          | 11,6 %          | 44,6      |
| 14   | Steenbeekdries | 225,7 | asfalt     | 700          | 5,3 %           | 39,2      |
| 15   | Taaienberg     | 228,2 | llambordes | 530          | 6,6 %           | 36,7      |
| 16   | Kruisberg      | 238,4 | asfalt     | 2.500        | 5 %             | 26,5      |
| 17   | Oude Kwaremont | 248,2 | llambordes | 2 200        | 4 %             | 16,7      |
| 18   | Paterberg      | 251,7 | llambordes | 360          | 12,9 %          | 13,2      |

#### Sectors de llambordes
Els ciclistes hauran de superar 7 sectors de llambordes repartits entre 130 quilòmetres.
| Núm. | Nom              | Km    | Llargada | Km a meta |
| ---- | ---------------- | ----- | -------- | --------- |
| 1    | Huisepontweg     | 82,6  | 1.600    | 173,3     |
| 2    | Ruitersstraat    | 125,4 | 800      | 130,5     |
| 3    | Kerkgate         | 128,7 | 2.650    | 127,2     |
| 4    | Jagerij          | 131,8 | 800      | 124,1     |
| 5    | Paddestraat      | 142,4 | 2.300    | 113,5     |
| 6    | Haaghoek         | 155   | 2.000    | 100,9     |
| 7    | Mariaborrestraat | 215,4 | 2.000    | 40,5      |

### Equips
En ser el Tour de Flandes una prova de l'UCI World Tour, els 18 World Tour són automàticament convidats i obligats a prendre-hi part. A banda, set equips són convidats a prendre-hi part per formar un pilot de 25 equips i 200 corredors.
| Núm.    | Codi | Equip                 |
| ------- | ---- | --------------------- |
| 1-8     | KAT  | Team Katusha          |
| 11-18   | TNK  | Team Tinkoff          |
| 21-28   | EQS  | Etixx-Quick Step      |
| 31-38   | LTS  | Lotto Soudal          |
| 41-48   | TFS  | Trek-Segafredo        |
| 51-58   | BMC  | BMC Racing Team       |
| 61-68   | TLJ  | Team LottoNL-Jumbo    |
| 71-78   | SKY  | Team Sky              |
| 81-88   | DDD  | Dimension Data        |
| 91-98   | ALM  | AG2R La Mondiale      |
| 101-108 | AST  | Astana Qazaqstan Team |
| 111-118 | CPT  | Cannondale            |
| 121-128 | FDJ  | FDJ                   |

| Núm.    | Codi | Equip                       |
| ------- | ---- | --------------------------- |
| 131-138 | IAM  | IAM Cycling                 |
| 141-148 | LAM  | Lampre-Merida               |
| 151-158 | MOV  | Movistar Team               |
| 161-168 | OGE  | Orica-GreenEDGE             |
| 171-178 | TGA  | Team Giant-Alpecin          |
| 181-188 | TSV  | Topsport Vlaanderen-Baloise |
| 191-198 | WGG  | Wanty-Groupe Gobert         |
| 201-208 | BOA  | Bora-Argon 18               |
| 211-218 | CCC  | CCC Sprandi Polkowice       |
| 221-228 | DEN  | Direct Énergie              |
| 231-238 | ROO  | Roompot Oranje Peloton      |
| 241-248 | STH  | Southeast-Venezuela         |

### Favorits
Quatre antics vencedors del Tour de Flandes és esperat que prenguin part a la cursa: els tres vegades vencedors Tom Boonen i Fabian Cancellara, el dues vegades vencedor Stijn Devolder i el vencedor de la darrera edició, Alexander Kristoff. Així mateix, la cursa comptarà amb la presència de l'actual campió del món Peter Sagan, vencedor de la recent Gant-Wevelgem; Greg Van Avermaet, vencedor de l'Omloop Het Nieuwsblad i la Tirrena-Adriàtica d'enguany; Michal Kwiatkowski, vencedor de l'E3 Harelbeke i Geraint Thomas, vencedor de la recent París-Niça i l'E3 Harelbeke del 2015.

## Classificació final
|    | Cilista                  | Equip               | Temps      | UCI World Tour Punts |
| -- | ------------------------ | ------------------- | ---------- | -------------------- |
| 1  | Peter Sagan (SVK)        | Team Tinkoff        | 6h 10' 42" | 100                  |
| 2  | Fabian Cancellara (SUI)  | Trek Factory Racing | + 25"      | 80                   |
| 3  | Sep Vanmarcke (BEL)      | Team LottoNL-Jumbo  | + 27"      | 70                   |
| 4  | Alexander Kristoff (NOR) | Team Katusha        | + 48"      | 60                   |
| 5  | Luke Rowe (GBR)          | Team Sky            | + 48"      | 50                   |
| 6  | Dylan van Baarle (NED)   | Cannondale          | + 48"      | 40                   |
| 7  | Imanol Erviti (ESP)      | Movistar Team       | + 48"      | 30                   |
| 8  | Zdenek Stybar (CZE)      | Etixx-Quick Step    | + 48"      | 20                   |
| 9  | Dimitri Claeys (BEL)     | Wanty-Groupe Gobert | + 48"      | -                    |
| 10 | Niki Terpstra (NED)      | Etixx-Quick Step    | + 48"      | 4                    |